# Toyota Starlet
De Toyota Starlet is een compacte kleine auto geproduceerd door Toyota die als opvolger diende van de Publica. De productiejaren lopen van 1978 tot 1999, daarna werd de Starlet opgevolgd door de Yaris. 

## Geschiedenis

### P6-serie
De eerste generatie Starlets werd geproduceerd van 1978 tot 1985, met keuze uit een 1000 cc-, 1200-cc- of 1300-cc-motor. Dit model maakte nog gebruik van achterwielaandrijving. Hierdoor was en is het nog steeds een populaire auto in de tuningswereld. Dit model werd ook geleverd als stationwagon.

### P7-serie
De tweede generatie van 1985 tot 1989. Dit is de eerste voorwielaangedreven versie, met de keuze uit drie motoren: de 1.0 (54 pk), 1.3 (75 pk) en een 1.5-dieseluitvoering. 
Typerend is dat deze motoren standaard geleverd werden met een 12-kleppen motor.
Bovendien was er keuze uit een 3- of 5-deursuitvoering.
In Japan is er ook een turboversie van deze auto uitgebracht met ongeveer 115pk.

### P8-serie
De P8-serie is de derde generatie, met rondere vormen dan haar voorgangers. Deze derde generatie werd geleverd van 1990 tot 1996. Hij werd geleverd met een 1.0 (54pk)-benzine-, 1.3 (75pk)-benzine- en een 1.5 (54pk)-dieselmotor. Ook was er net als bij het vorige model keuze uit een 3- of 5-deursuitvoering. De motoren in deze versie waren voor de tijd behoorlijk vernieuwend. Door gebruik van multipointinjectie en drie kleppen per cilinder, zijn deze motoren zowel sterk als zuinig. De 1.5 diesel variant had meestal geen achterruiten aan de zijkant, deze waren afgeplakt zodat de Starlet als bedrijfsauto (van) op het kenteken kon staan.
Buiten Europa werd de P8 ook met turbo (GT-Turbo) en 4WD geleverd (EP85).

### P9-serie
Als laatste van de serie is er ook nog een vierde generatie. Deze werd van 1996 tot 1999 geleverd. Deze werd geleverd met de 1.3 (75pk)-benzinemotor en 1.5 (54pk)-dieselmotor . Deze motor maakt gebruik van een dubbele bovenliggende nokkenas welke in totaal 16 kleppen aanstuurt. Bij deze versie was er net als bij de andere versies keuze uit een 3- of 5-deursuitvoering. Deze serie viel op door de knik onder het portierraam. Door extra's zoals airbags was deze serie wel iets zwaarder dan de vorige generaties. Ook van de P9 werd een turboversie geleverd, de Glanza V. Deze werd ook met een 135pk-motor geleverd welke in basis lijkt op de standaardmotor. In Japan was de Starlet ook leverbaar met vierwielaandrijving, en was er een stoere versie genaamd de Starlet Remix leverbaar, deze had een SUV-achtige uitstraling met bumperbeschermers in zwart plastic, een reservewiel op de achterklep en een iets hogere vering.
Ook is er in Japan een sportievere versie van geleverd onder de naam Glanza.
De laatste jaren worden er veel Glanza's geïmporteerd naar Nederland met het doel hier rond gereden te worden of als onderdelen wagens voor Nederlandse P9's.

## Toyota Starlet 2020
In India werd er een nieuwe Starlet aangekondigd die in productie ging in 2020 voor Afrikaanse landen. Deze auto is een Suzuki Baleno met Toyota-beeldmerken. De Starlet heeft een 1.4 liter Suzuki-motor van 92 pk die naar keuze is gekoppeld aan een handgeschakelde vijf versnellingsbak of aan een automaat met vier versnellingen. De Starlet is pas het vierde model dat Toyota Tsusho, onder meer verantwoordelijk voor de levering van Toyota's in Afrika, in Afrika ging leveren.

## Fotogalerij

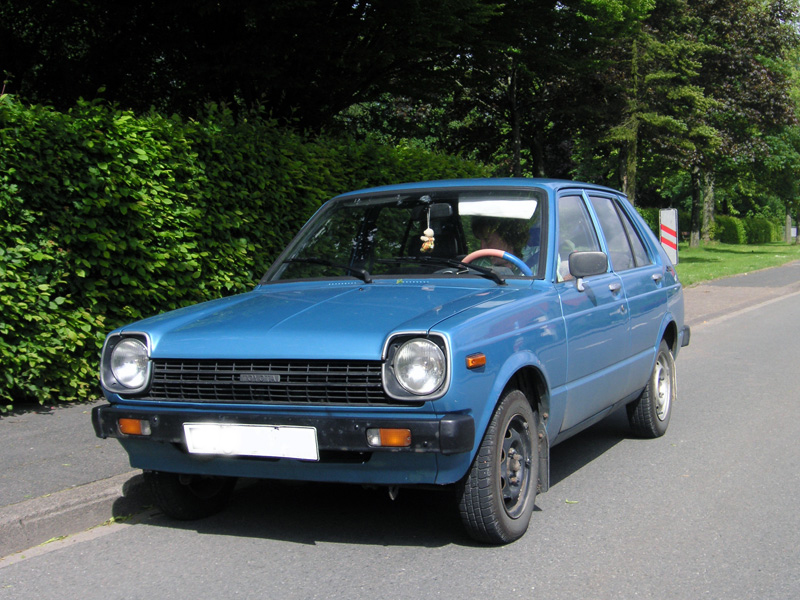
P6
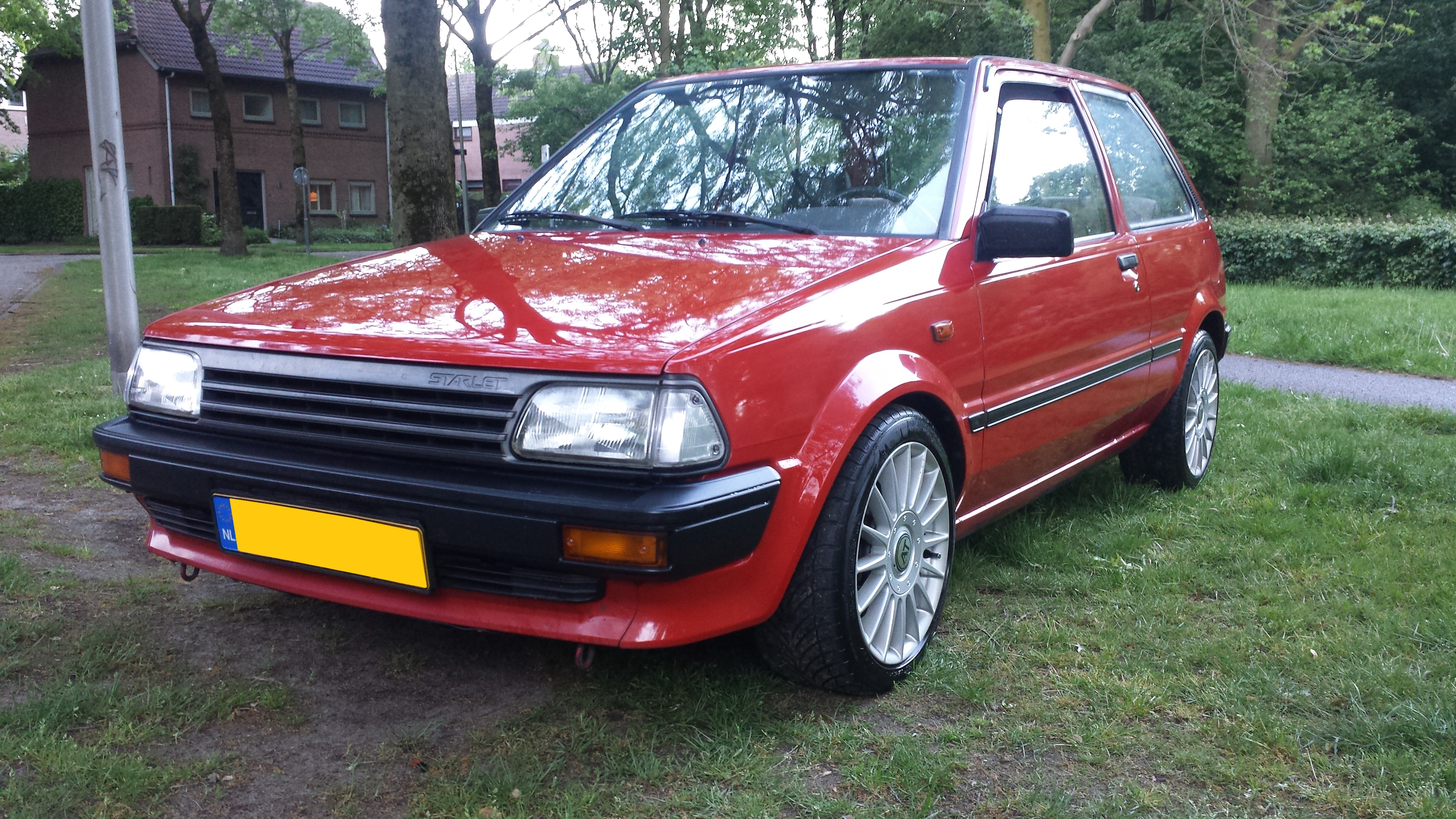
P7
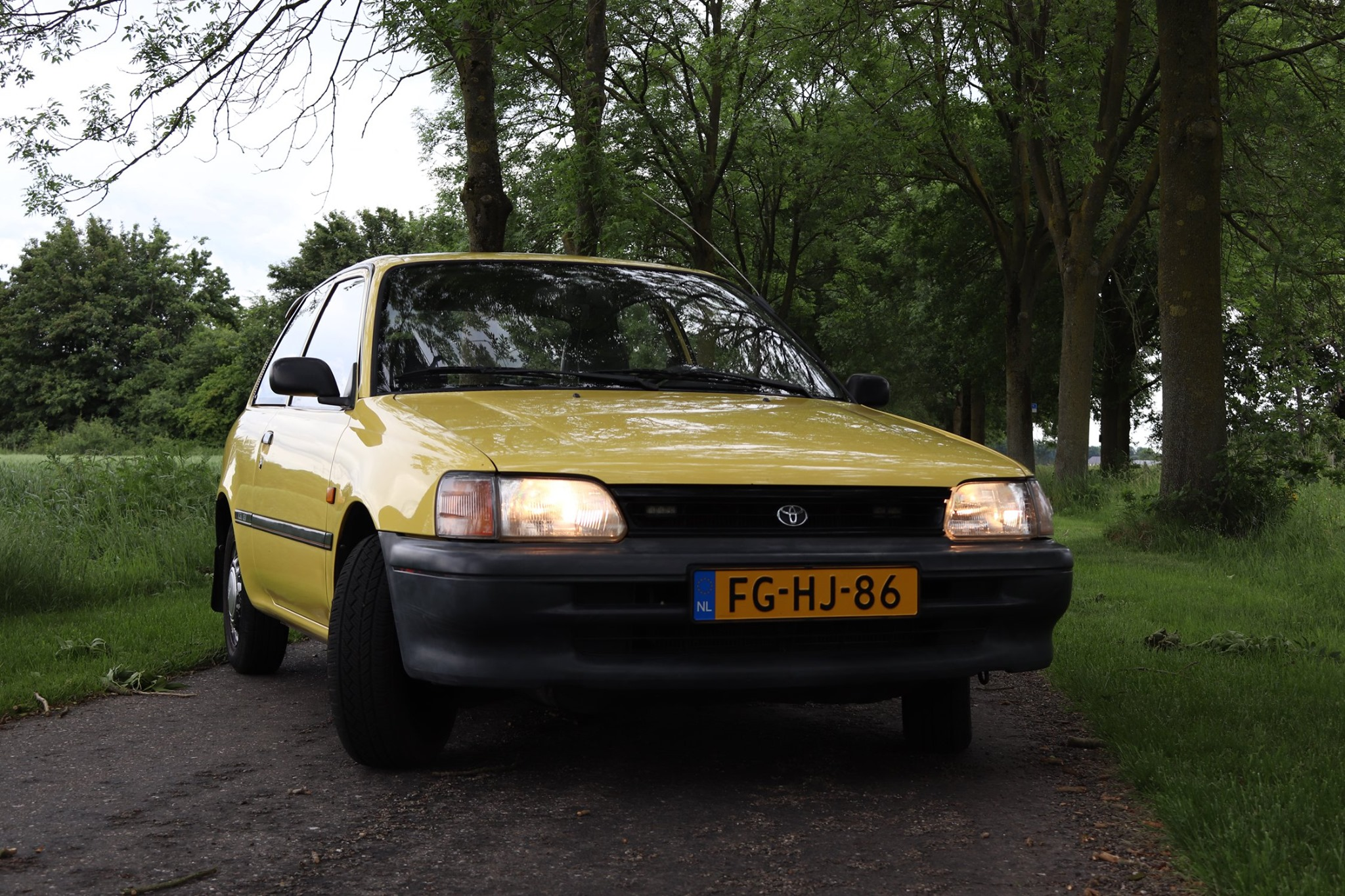
P8
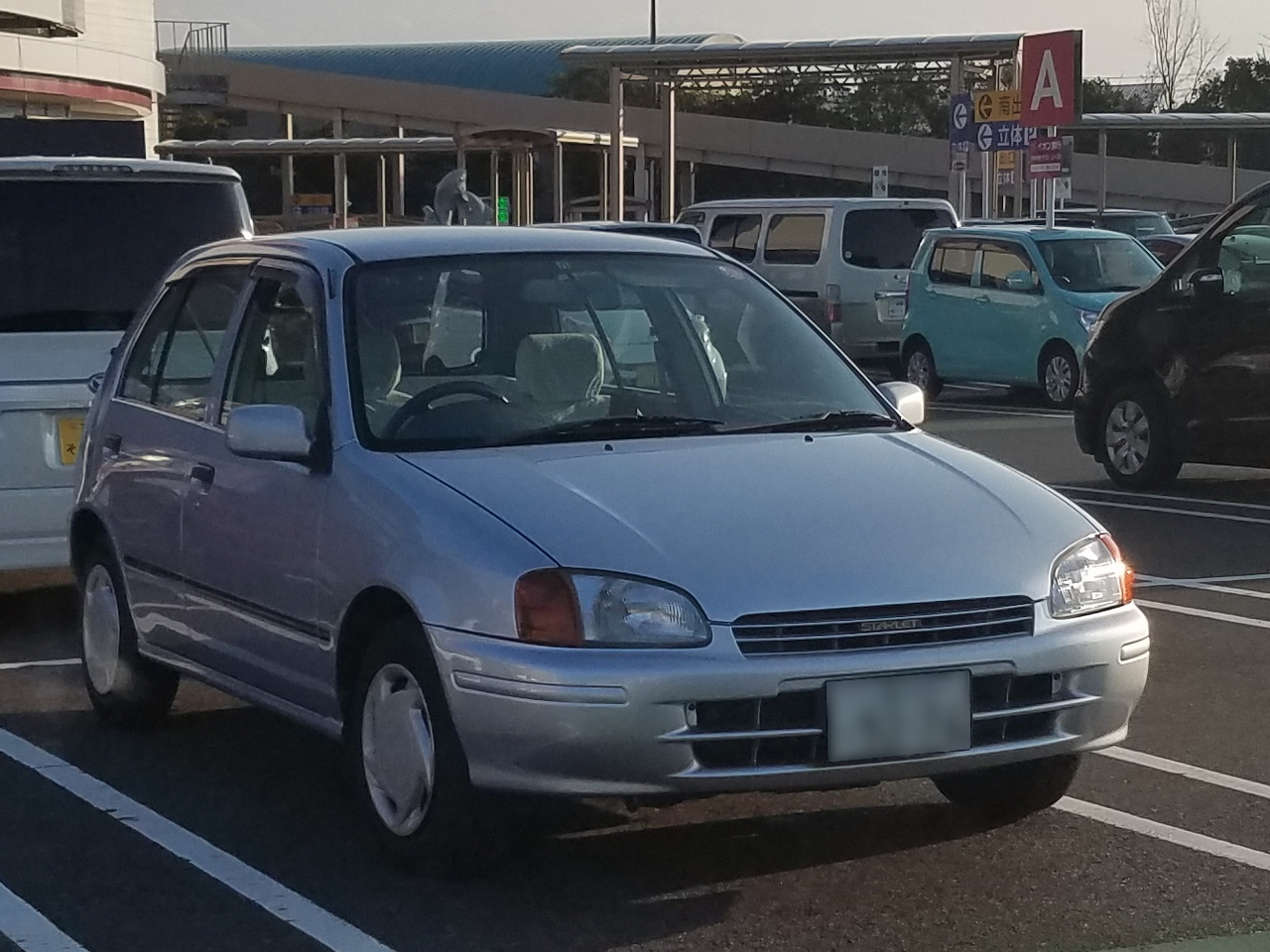
P9
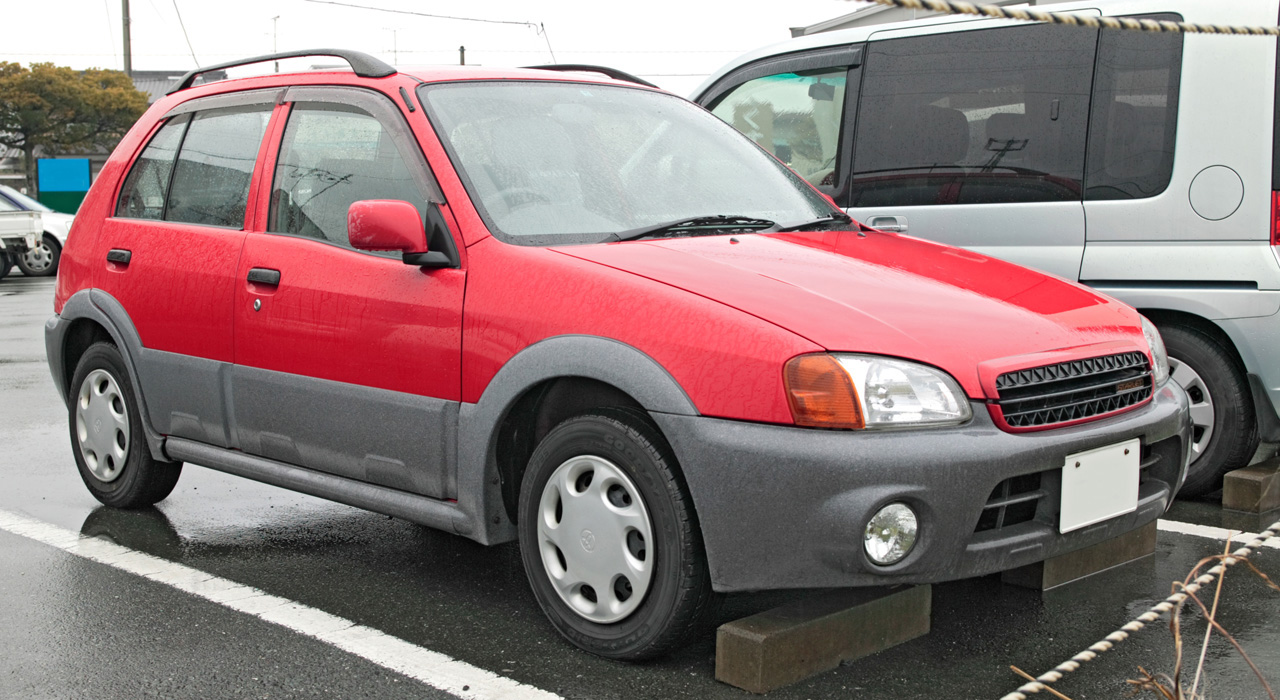
P9 Remix (Japan)
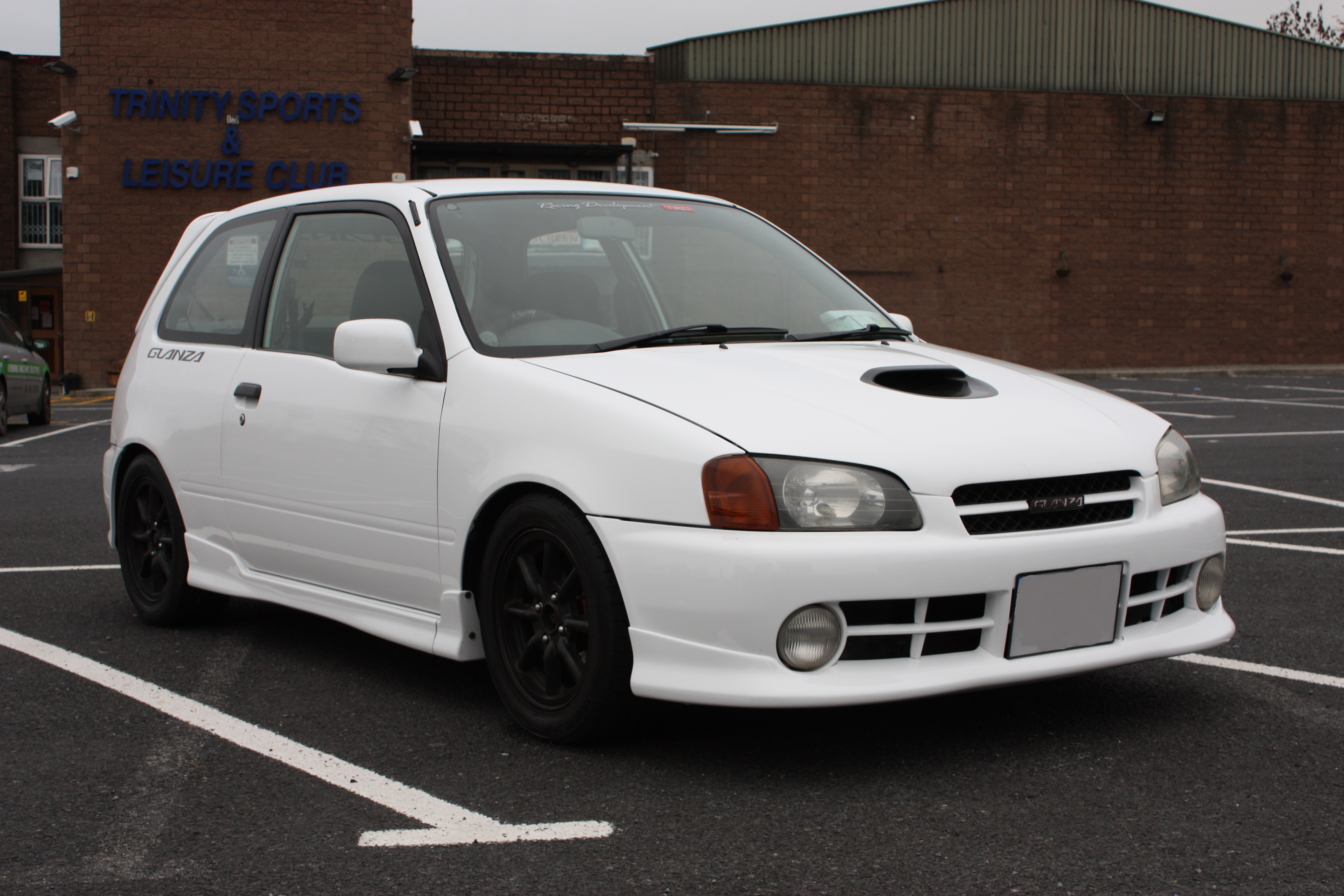
P9 Glanza V (Japan)

Personenauto's (leverbaar): Aygo · bZ4X · Camry · Corolla · C-HR · Highlander · Land Cruiser · Mirai · Prius · RAV4 · (GR) Supra · Yaris · Yaris Cross

Bedrijfswagens: Hilux · Proace

Niet meer leverbaar: 1000 · 2000GT · 4Runner · Auris · Avensis · Avensis Verso · Carina · Celica · Corolla Verso · Corona · Cressida · Crown · Dyna · FunCruiser · GT86 · Hiace · iQ · LiteAce · MR2 · Paseo · Picnic · Previa · Starlet · Tercel · Urban Cruiser · Verso · Verso-S · Yaris Verso